# Saint-Clément (Yonne)
Saint-Clément is een gemeente in het Franse departement Yonne (regio Bourgogne-Franche-Comté) en telt 2990 inwoners (2004). De plaats maakt deel uit van het arrondissement Sens.

## Geografie
De oppervlakte van Saint-Clément bedraagt 8,5 km², de bevolkingsdichtheid is 351,8 inwoners per km².
De onderstaande kaart toont de ligging van Saint-Clément (Yonne) met de belangrijkste infrastructuur en aangrenzende gemeenten.

## Demografie
Onderstaande figuur toont het verloop van het inwonertal (bron: INSEE-tellingen).